# Dansk Træforening
Dansk Træforening er en brancheorganisation for træimportører, agenter og formidlere af træ. Foreningen samler såvel danske som udenlandske virksomheder med væsentlig import af træ til Danmark.
Foreningens medlemmer importerer og forhandler træ fra alle oprindelsessteder. 

## Om Dansk Træforening
Foreningens medlemmerne opdeles i fire sektioner:
- Trælast (softwood)
- Hårdttræ (hardwood)
- Træplader (wood based panels)
- Industri (Industry)

## Arbejdsområder
Foreningen varetager medlemmernes interesser igennem dialog med de myndigheder og organisationer, både nationale og internationale, som udstikker rammerne for handel med træ.
Miljøspørgsmålet omkring verdens skove og brugen af træ er et af foreningens kernearbejdsområder. Foreningen rådgiver således medlemmerne om de krav, herunder miljøkrav m.v., der løbende bliver skærpet i Danmark og i resten af EU vedrørende handel med træ.
Dansk Træforening arbejde ligger således inden for følgende områder:
- CE-mærkning af træbaserede byggevarer
- Certificering af træprodukter
- Code of conduct
- Den offentlige indkøbsvejledning for træ
- FLEGT
- Afværgelse af illegalt og ikke-bæredygtigt skovbrug

## Informationsarbejdet
Dansk Træforening varetager sekretariatet for Træ Er Miljø, som er træbranchens fælles informationsprojekt.